# ایوانو بالدانزددو
ایوانو بالدانزددو (انگلیسی: Ivano Baldanzeddu؛ زادهٔ ۱۱ آوریل ۱۹۸۶) بازیکن فوتبال اهل ایتالیا است.
از باشگاه‌هایی که در آن بازی کرده‌است می‌توان به باشگاه فوتبال هلاس ورونا، باشگاه فوتبال اسپتزیا، باشگاه فوتبال ویرتوس انتلا، باشگاه فوتبال آنکونا، باشگاه فوتبال لاتینا، باشگاه فوتبال امپولی، باشگاه فوتبال یووه استابیا، و باشگاه فوتبال آولینو اشاره کرد.